# Basilissopsis oxytropis
Basilissopsis oxytropis is een slakkensoort uit de familie van de Seguenziidae. De wetenschappelijke naam van de soort is voor het eerst geldig gepubliceerd in 1879 door Robert Boog Watson.